# Nutriëntagar

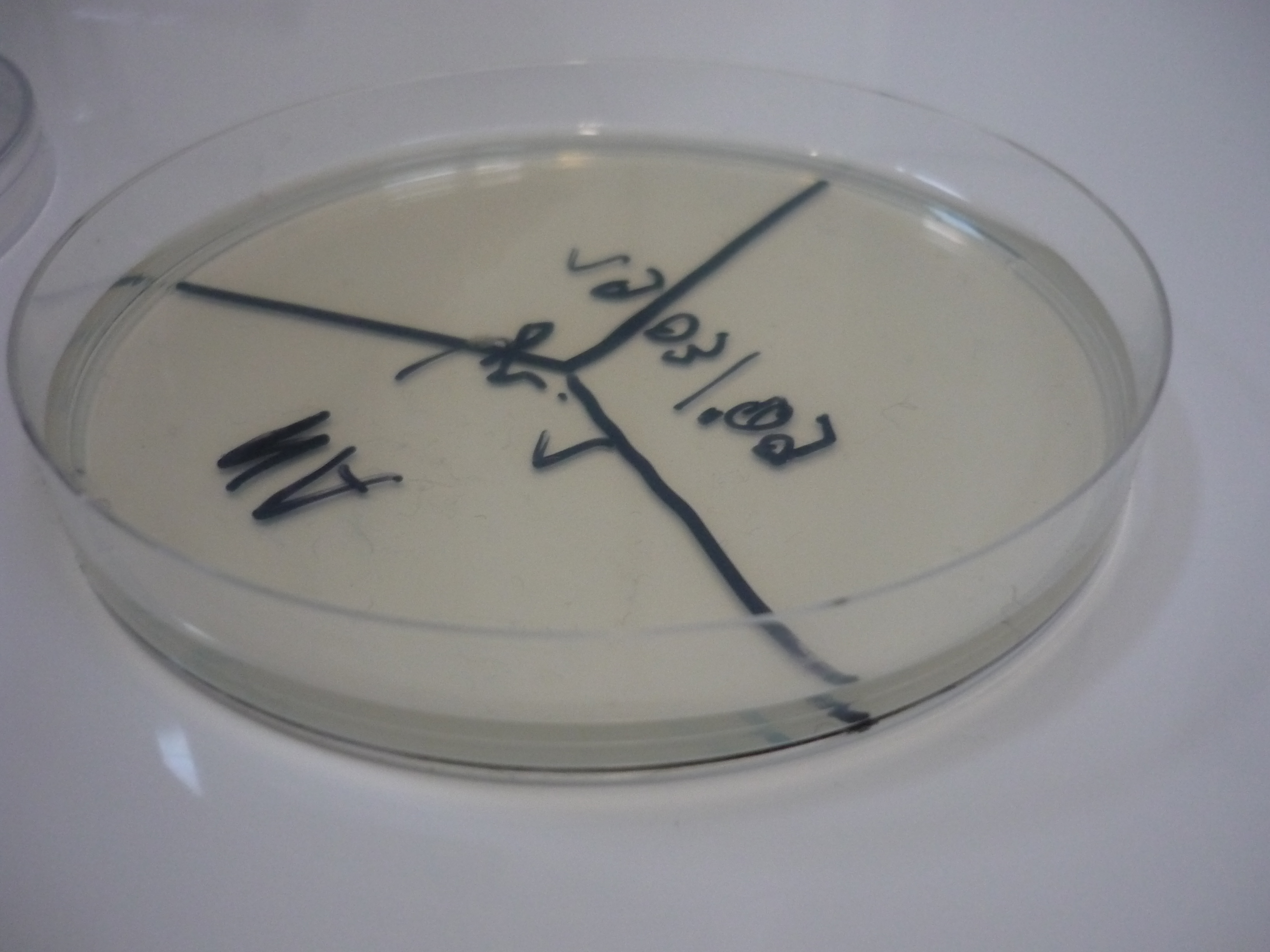
Een petrischaal met nutriëntagar

Nutriëntagar (NA) is een vast, microbiologisch groeimedium voor de routinekweek van aselectieve bacteriesoorten. Aangezien zeer weinig micro-organismen nutriëntagar kunnen degraderen, blijft de agar vast tijdens het kweekproces.
Een typische samenstelling voor nutriëntagar bestaat uit:
0,5 gram pepton,
0,3 gram vleesextract/gistextract,
1,5 gram agar,
100 milliliter gedestilleerd water.
De pH wordt neutraal ingesteld (6,8 bij 25°C).